# Inmigración uruguaya en Chile
La inmigración uruguaya en Chile es el movimiento migratorio desde la República Oriental del Uruguay hacia la República de Chile.
Este flujo migratorio se ha visto favorecido dada la relativa proximidad geográfica de ambas naciones sudamericanas ubicadas en el Cono Sur, también debido a que en los dos países el idioma oficial es el español, compartiendo nexos históricos y culturales siendo ambos independizados como colonias del Imperio español y que, a lo largo de su historia republicana, sus relaciones diplomáticas bilaterales se han mantenido sin mayores conflictos. 
Al inicio de la década de 1970, unos dos mil uruguayos residían en Chile, muchos de ellos recibieron asilo político bajo la Unidad Popular tras las persecuciones a marxistas surgidas bajo el gobierno del presidente uruguayo Jorge Pacheco Areco. En contraposición, en ambos países ocurrió un golpe de Estado en 1973 que impuso regímenes militares de ideologías similares en Uruguay y Chile hasta mediados y finales de la década de 1980 respectivamente.
Los expatriados uruguayos residentes en territorio chileno tienen sus propias organizaciones, una de las más importantes es el Consejo Consultivo creado en noviembre de 2006.
Chile al ser un país con una economía próspera y estable, liderando en América Latina en algunos indicadores socioeconómicos y cuya geografía, más extensa que la uruguaya, le permite un clima de los más diversos del mundo, resulta un destino atractivo para los uruguayos que están en la búsqueda de nuevas oportunidades en el extranjero. Sin embargo, a pesar de esto y que sus territorios están muy cerca geográficamente, Uruguay es uno de los países con menor flujo migratorio en Chile, incluso si se compara sólo con los países sudamericanos. 
En 2015, se estiman en unos diez mil los ciudadanos uruguayos residentes en Chile.[cita requerida]

## Inmigrantes uruguayos destacados en Chile
- Nelson Acosta, futbolista y entrenador.
- Alfredo Alonso, músico y empresario.
- Agustín Olivera Bartender
- Guillermo Amoedo, cineasta.
- Germán Codina, político y exalcalde de Puente Alto.
- Pascual Gambino, pintor.
- Liliana García, actriz.
- Gervasio, cantante.
- Irina Karamanos, antropóloga, expareja del actual presidente de Chile Gabriel Boric.
- Fernando Kliche, actor.
- Walter Kliche, actor.
- Daniel Lencina, trompetista y compositor.
- Sara Nieto, bailarina y coreógrafa.
- Jael Unger, actriz.
- Gonzalo Yáñez, músico.